# Frederick Douglass
Frederick Douglass, urodzony jako Frederick Augustus Washington Bailey (ur. w styczniu 1818 w hrabstwie Talbot w Maryland, zm. 20 lutego 1895 w Waszyngtonie) – amerykański niewolnik, działacz społeczny, edytor, mówca, pisarz, mąż stanu. Po ucieczce z niewoli został przywódcą ruchu abolicjonistów.

## Życiorys
Urodził się jako czarny niewolnik. Nazywał się wówczas Frederick Augustus Washington Bailey. W wieku lat ośmiu został odsprzedany do Baltimore, gdzie żona jego nowego pana pomogła mu w nauce czytania i pisania. Potem pracował w miejscowej stoczni przy smołowaniu kadłubów drewnianych statków.
W 1838 zbiegł do New Bedford w stanie Massachusetts. By uniknąć schwytania zmienił nazwisko na Douglass i odrzucił drugie i trzecie imię. Chciał ponownie podjąć pracę jako smolarz, ale inni, biali robotnicy, nie chcieli z nim pracować. Podejmował się więc najprostszych prac (m.in. jako śmieciarz i kopacz). 
W 1841 roku, podczas zebrania abolicjonistów z Massachusetts Antislavery Society, wygłosił mowę na temat znaczenia wolności osobistej. Zebrani byli tak poruszeni jego przemową, że najęli go jako mówcę na wiecach przeciwników niewolnictwa. Od tego czasu Douglass stał się aktywnym przeciwnikiem segregacji rasowej. Występował przeciwko oddzielnym wagonom kolejowym dla białych i czarnych ostentacyjnie zajmując miejsce w tych pierwszych. Wielokrotnie usuwano go stamtąd siłą.

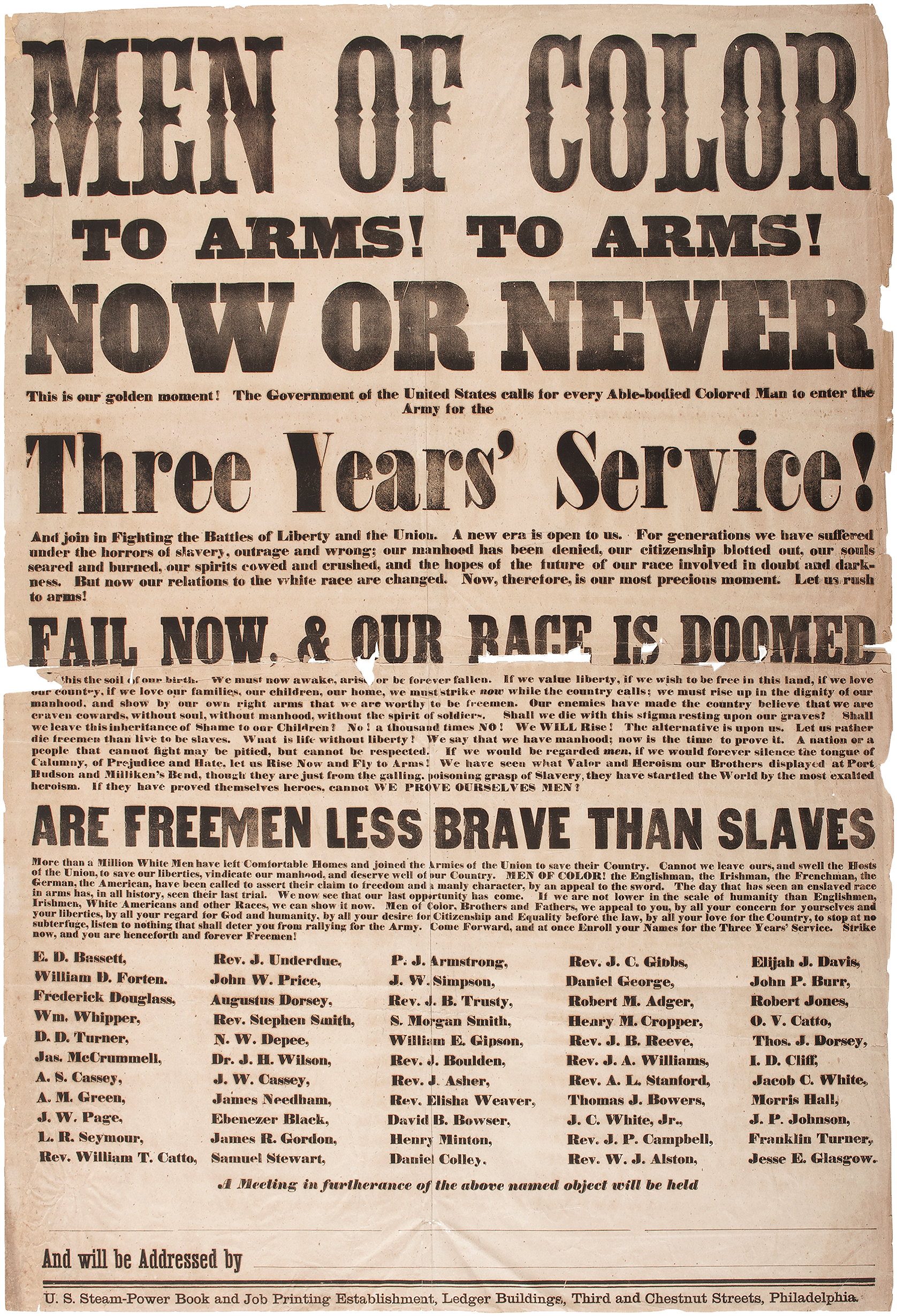
Odezwa wzywająca do broni kolorowych mężczyzn, wymienia m.in. Douglassa

Występował też przeciwko dyskryminacji religijnej i odrębnym mszom w kościołach. Jego akcja przeciwko segregacji rasowej przyniosła sukces.
W 1845 opublikował swe wspomnienia zatytułowane Narrative of the Life of Frederick Douglass. Obawiając się, że książka może doprowadzić do schwytania go jako zbiegłego niewolnika, wyjechał do Anglii. Tam nadal głosił potrzebę zniesienia niewolnictwa i pozyskał przyjaciół, którzy zebrali pieniądze na wykupienie go z niewoli.
Wrócił do USA w 1847 i założył antyniewolnicze pismo „North Star” w Rochester. W latach pięćdziesiątych XIX wieku oskarżał białych pracodawców (nawet niektórych abolicjonistów) o przyjmowanie do pracy białych imigrantów w miejsce osób czarnoskórych.
Jego dom był miejscem postoju na trasie tzw. „kolei podziemnej”, czyli szlaków, jakimi uciekali czarni niewolnicy ze stanów niewolniczych na Północ. Podczas wojny secesyjnej pomagał w rekrutacji Afroamerykanów do armii Unii. Kilkakrotnie dyskutował problem niewolnictwa z prezydentem Abrahamem Lincolnem. W latach 1861–1866 był wysokim urzędnikiem administracji państwowej (ang. Recorder of Deeds) w Waszyngtonie, a w latach 1889–1891 wysłannikiem na Haiti. Oprócz ww. wspomnień wydał książkę My Bondage and My Freedom (1855).